# Râul Mărsinetul de Sus
Râul Mărsinetul de Sus este un curs de apă, afluent al râului Mureș în Defileul Toplița-Deda.  

## Hărți
- Harta Județul Harghita
- Harta Munții Gurghiu  Arhivat în 25 iulie 2011, la Wayback Machine.